# پناهگاه صخره‌ای تل پیر A-B
پناهگاه صخره‌ای تل پیر A-B مربوط به دوران فرادیرینه‌سنگی است و در شهرستان ممسنی، بخش رستم، دهستان رستم، ۲/۱ کیلومتری شمال روستای تل پیر واقع شده و این اثر در تاریخ ۳۰ بهمن ۱۳۸۶ با شمارهٔ ثبت ۲۰۹۰۱ به‌عنوان یکی از آثار ملی ایران به ثبت رسیده است.
این مطلب نیازمند سند می‌باشد. شایعه بیش نیست. نا